# San Paolo d’Argon
San Paolo d’Argon (lombardul: San Pól d'Àrgon) település Olaszországban, Lombardia régióban, Bergamo megyében. Lakosainak száma 5840 fő (2023. január 1.). San Paolo d’Argon Scanzorosciate, Gorlago, Torre de’ Roveri, Albano Sant’Alessandro, Cenate Sotto, Trescore Balneario és Montello községekkel határos.

## Népesség
A település lakossága az elmúlt években az alábbi módon változott:
| Lakosok száma | 5721 | 5725 | 5840 |
|               | 2017 | 2018 | 2023 |